# TF-11
La TF-11, également appelée Autovía del Dique Este a San Andrés, est une autoroute qui pénètre la ville de Santa Cruz de Tenerife par le nord depuis la San Andrés.
D'une longueur de 9 km environ, elle relie San Andrés (nord de l'agglomération) au Port de Santa Cruz de Tenerife jusqu'au prolongement de la TF-4.
Elle dessert tout le nord de l'agglomération de Santa Cruz de Tenerife le long de la côte.

## Tracé
- Elle débute au nord de Santa Cruz de Tenerife au niveau de San Andrés.
- Elle dessert les villes côtières tels que Buffadero, Valleseco jusqu'à prolonger l'Avenue de la Constitution